# Eriobotrya latifolia
Eriobotrya latifolia är en rosväxtart som beskrevs av Joseph Dalton Hooker. Eriobotrya latifolia ingår i släktet eriobotryor, och familjen rosväxter. Inga underarter finns listade i Catalogue of Life.